# 布尔讷维尔
布尔讷维尔（法語：Bourneville，法語發音：[buʁnəvil]）是法国厄尔省的一个旧市镇，属于贝尔奈区。2016年，布尔讷维尔与市镇圣克鲁瓦叙艾济耶合并为新市镇布尔讷维尔-圣克鲁瓦，布尔讷维尔为新市镇行政中心。

## 地理
布尔讷维尔（49°23'27"N, 0°37'15"E）面积11.01 平方千米，位于法国诺曼底大区厄尔省，该省份为法国北部内陆省份，北起滨海塞纳省，西接奧恩省和卡爾瓦多斯省，南至厄尔-卢瓦省，东临瓦兹省、瓦兹河谷省和伊夫林省。
与布尔讷维尔接壤的市镇（或旧市镇、城区）包括：圣克鲁瓦叙艾济耶、托克维尔。
布尔讷维尔的时区为UTC+01:00、UTC+02:00（夏令时）。

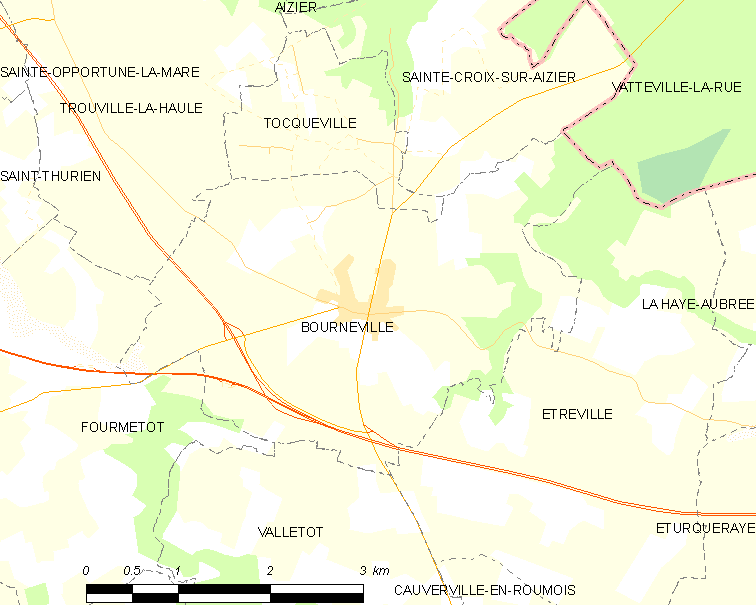
布尔讷维尔的OSM定位图

## 行政
布尔讷维尔的邮政编码为27500，INSEE市镇编码为27107。

## 政治
布尔讷维尔所属的省级选区为阿沙尔堡县。

## 人口

1962-2008年间布尔讷维尔人口变化图示

布尔讷维尔于2018年1月1日时的人口数量为1021人。